# Tatort: Todes-Bande
Todes-Bande ist ein Fernsehfilm aus der Kriminalreihe Tatort der ARD und des ORF. Regie führte Thomas Bohn bei dem vom Norddeutschen Rundfunk produzierten und am 25. Januar 2004 im Programm Das Erste erstmals ausgestrahlten Krimi. Für Kriminalhauptkommissars Casstorff (Robert Atzorn) ist es der 7. Fall, in dem er ermittelt.

## Handlung
Bei einer Demonstration wird der junge Polizeibeamte Thorsten Beckershoff schwer verletzt. Da Kriminalhauptkommissar Jan Casstorffs Sohn Daniel auch Teilnehmer der Demo von Globalisierungsgegnern war, hat der Fall für den Beamten eine besondere Brisanz. Beim Durchsehen der Video-Aufzeichnungen fällt auf, dass Beckershoff ganz allein vor einer Apotheke stand, was ungewöhnlich ist. Anhand einer markanten Jacke wird der in der autonomen Szene bekannte Robby ‚King‘ Bastner als einer der Attentäter ausgemacht, nach dem nun gefahndet wird. Auch das BKA schaltet sich ein.
Bei einem Besuch des schwer verletzten Polizisten im Krankenhaus trifft Casstorff Angela Meerbaum, die Freundin des Opfers, und ihre drei besten Freunde aus der Schulzeit: Thomas Wichelhaus, den Besitzer der Apotheke, vor der die Prügelattacke geschah, Michael Loose, einen Bauunternehmer, und den Staatsrat Hans-Joerg Pfeiffer. Am nächsten Tag erliegt das Opfer seinen Verletzungen.
Obwohl der hauptverdächtige Bastner gefasst wird, erscheint dem geübten Kriminalisten Casstorff das Ganze nicht schlüssig. Er sieht sich in Beckershoff Wohnung um und kann einen recht aufwendigen Lebensstil erkennen. Seine Freundin hatte ihn zwar monatlich finanziell unterstützt, aber ob das allein dafür ausreichte, ist fraglich. Somit könnte mehr hinter dem Anschlag stecken, als es augenscheinlich den Eindruck macht. Zumal sich bei näheren Recherchen ergibt, dass Beckershoff charakterlich nicht so edel war, wie es auf den ersten Blick schien. Für die wohlhabende Angela Meerbaum hatte er sogar seine bisherige Freundin und sein Kind sitzengelassen. Angela schien ihm regelrecht hörig, was sowohl ihren alten Freunden, als auch ihrem Vater, einem erfolgreichen Geschäftsmann, missfiel. Casstorff unterhält sich mit ihm und er berichtet von der alten Freundschaft zwischen Angela, Wichelhaus, Loose und Pfeiffer. Für sie war sie früher ihre Königin und später hatte auch jeder von ihnen eine Zweierbeziehung mit ihr.
Den Nachforschungen zufolge wurde Thorsten Beckershoff konkret angefordert und ganz gezielt vor Wichelhaus’ Apotheke postiert, da er angeblich besonders zuverlässig sei. Casstorff lässt Angela Meerbaum vorladen und konfrontiert sie mit seiner Vermutung, dass ihre drei Freunde Beckershoff eine Abreibung verpassen wollten. Daraufhin fragt sie die drei, ob sie das wirklich geplant hatten. Notgedrungen geben sie das zu, denn sie wollten ihn dafür bestrafen, dass er ihre Freundin nur be- und ausgenutzt hatte. Casstorff, der Meerbaum ohne dass sie es bemerkte gefolgt ist, hört in seinem Versteck alles mit an. Nach dem Geständnis von Wichelhaus, Loose und Pfeiffer gibt er sich zu erkennen und klärt sie darüber auf, dass der Tritt, der letztendlich zu Beckershoffs Tod geführt hat, von dem zufällig vorbeikommenden Bastner erfolgt ist, er sie jetzt aber wegen Anstiftung zur vorsätzlichen Körperverletzung festnehmen werde.

## Produktion
Der Film wurde vom Norddeutschen Rundfunk produziert und in Hamburg und Umgebung gedreht.

## Rezeption

### Einschaltquote
Die Erstausstrahlung von Todes-Bande am 5. Januar 2004 wurde in Deutschland von insgesamt 6,98 Millionen Zuschauern gesehen und erreichte einen Marktanteil von 18,90 Prozent für Das Erste.

### Kritik
Rainer Tittelbach von tittelbach.tv schrieb: „‚Todesbande‘ ist ein ‚Tatort‘, dem man gerne auf die Spur kommt. Er ist spannend, weil den Kommissar eine persönliche Motivation antreibt und er sich stärker als gewohnt in den Fall verbeißt. Es geht unterschwellig auch um die Rehabilitierung der von der Polizei als Chaoten beschimpften Globalisierungsgegner. Keine Schwarzweiß-Malerei bei den Charakteren, klare Inszenierung, hoher Neugier-Faktor, dazu eine erstklassige Besetzung bis in die kleinste Gast-Rolle machen diesen ‚Tatort‘ von Thomas Bohn zu einem grundsoliden Krimi.“
Die Kritiker der Fernsehzeitschrift TV Spielfilm zeigten für diesen Tatort mit dem Daumen nach oben, gaben für Humor und Action einen und für Spannung zwei von drei möglichen Punkten und meinten, es sei zwar eine „hergeholte Story, aber mit kantigen Figuren.“
Prisma war der Ansicht, ‚Tatort‘-Routinier Thomas Bohn habe „eine packende Krimi-Folge über den Machtmissbrauch der Staatsgewalt“ inszeniert, bei der man nicht gleich wisse, wo der Hase lang laufe. Witzig am Rande sei „das Hin- und Hergeschiebe eines kuriosen Falles zwischen Mordkommission und BKA“.